# Isla de Mar
La isla de Mar forma junto con la isla de Tierra y el peñón de Alhucemas, el archipiélago de las islas Alhucemas, una de las plazas de soberanía de España. Tanto la isla de Mar como la de Tierra se encuentran deshabitadas y no tienen ninguna edificación.
La isla de Mar no supera los cuatro metros de altura sobre el nivel del mar. Está a unos cincuenta metros de las playas marroquíes. La isla de Mar se llegó a utilizar como cementerio. Ambas islas están situadas a pocos metros de la playa de Sfiha, y gozan de gran reputación entre los veraneantes como trampolín y zona de juegos.
Desde los sucesos de la isla de Perejil, fue cercada con alambre de espino.